# روبرت آي مارشال
روبرت آي مارشال هو سياسي أمريكي، ولد في 16 أكتوبر 1946 في ويلمنغتون في الولايات المتحدة. نشط حزبياً في الحزب الديمقراطي. وقد انتخب عضو مجلس ولاية ديلاوير ‏.